# Vought OS2U Kingfisher
O Vought OS2U Kingfisher é um hidroavião de observação projetado pela Vought. Ele foi desenvolvido pelo engenheiro Rex Beisel na década de 1930 para a Marinha dos Estados Unidos com o objetivo de poder ser lançado de catapultas e atuar como observador para disparos de artilharia de seus navios. O primeiro voo do Kingfisher ocorreu em 1938 e os primeiros modelos operacionais foram entregues para a marinha dois anos depois. A aeronave acabou sendo equipada na maioria dos couraçados, cruzadores rápidos e cruzadores pesados dos Estados Unidos na Segunda Guerra Mundial.
O Kingfisher serviu com as embarcações da Marinha dos Estados Unidos durante a Segunda Guerra Mundial em sua função original de observador, mas também atuou como aeronave de reconhecimento e em ações de resgate de pilotos cujas aeronaves tinha sido abatidas. O Kingfisher foi aposentado pela marinha nos anos que seguiram ao fim da guerra em 1945 por ser considerado obsoleto diante do uso de radares para controle de disparo, maior eficácia de armas antiaéreas e ascensão do helicóptero. O avião ainda assim voou até 1959 nas marinhas de outros países, como Cuba, Uruguai e Chile.